# Pseudogeloius relictus
Pseudogeloius relictus är en insektsart som beskrevs av Vitaly Michailovitsh Dirsh 1963. Pseudogeloius relictus ingår i släktet Pseudogeloius och familjen Pyrgomorphidae. Inga underarter finns listade i Catalogue of Life.